# Rezerwat przyrody Źródła Gąsawki
Rezerwat przyrody Źródła Gąsawki – rezerwat torfowiskowy w gminie Gąsawa, w powiecie żnińskim, w województwie kujawsko-pomorskim. Został utworzony na podstawie Rozporządzenia nr 275/01 Wojewody Kujawsko-Pomorskiego z dnia 2 października 2001 r., w celu zachowania ze względów przyrodniczych, naukowych i dydaktycznych źródeł rzeki Gąsawki. Zajmuje powierzchnię 13,30 ha (akt powołujący podawał 12,88 ha).
Obszar rezerwatu podlega ochronie ścisłej.